# Тер (Любно)
Тер (словен. Ter) — поселення в общині Любно, Савинський регіон, Словенія. Висота над рівнем моря: 518,6 м. 